# 海南牡蒿
海南牡蒿（学名：Artemisia japonica var. hainanensis）为菊科蒿属下的一个变种。